# Bazelivșciîna, Iampil
Bazelivșciîna (în ucraineană Базелівщина) este un sat în comuna Bilîțea din raionul Iampil, regiunea Sumî, Ucraina.

## Demografie
Componența lingvistică a localității Bazelivșciîna
     Ucraineană (50%)
     Rusă (50%)
Conform recensământului din 2001, majoritatea populației localității Bazelivșciîna era vorbitoare de ucraineană (50%), existând în minoritate și vorbitori de rusă (50%).